# Kool-Aid (canção)
"Kool-Aid" é uma canção da banda de rock britânica Bring Me the Horizon. Produzida pelo vocalista da banda Oliver Sykes, Dan Lancaster e Zakk Cervini, foi lançada em 5 de janeiro de 2024 como sexto single do futuro álbum Post Human: Nex Gen.
É o primeiro single lançado pela banda desde a saída do tecladista, compositor e produtor Jordan Fish em dezembro de 2023.

## Divulgação e lançamento
Em 22 de dezembro de 2023, a banda anunciou que o tecladista de longa data Jordan Fish deixou a banda amigavelmente. Na declaração seguinte, a banda afirmou que Post Human: Nex Gen e a subsequente turnê no Reino Unido em janeiro de 2024 ainda estavam programados para acontecer, enquanto prometeram que novas músicas seriam lançadas "muito em breve". Não muito tempo depois, o vocalista Oli Sykes publicou uma prévia de uma nova música chamada de "Kool-Aid" em sua conta do Instagram. Em 2 de janeiro de 2024, a banda oficialmente confirmou "Kool-Aid" como sexto single para o novo álbum e anunciou no dia seguinte que a canção seria lançada no dia 5 de janeiro. Eles apresentaram a música ao vivo pela primeira vez no show de abertura da turnê pelo Reino Unido na Utilita Arena em Cardiff, País de Gales em 9 de janeiro.

## Composição e letra
"Kool-Aid" tem sido descrita pela crítica como uma canção metalcore.

## Créditos
Bring Me the Horizon
- Oliver Sykes – vocais principais, produção, composição, letras
- Lee Malia – guitarras, vocais de apoio, composição
- Matt Kean – baixo
- Matt Nicholls – bateria, composição

Músicos adicionais
- Dan Lancaster – produção, composição
- Zakk Cervini – produção, composição, masterização, mixagem, programação
- Julian Gargiulo – produção adicional, mixagem, engenheiro
- Dai Dai – produção adicional, composição
- Phil Gornell – engenheiro assistente
- Lucy Landry – vocais de apoio

## Videoclipe
O videoclipe de "Kool-Aid", dirigido por Masaki Watanabe, foi lançado em 28 de fevereiro de 2024.

## Paradas
| Parada (2024)                                     | Posição de pico |
| ------------------------------------------------- | --------------- |
| Australia Digital Tracks (ARIA)                   | 18              |
| Germany Trending Singles (Official German Charts) | 14              |
| New Zealand Hot Singles (RMNZ)                    | 5               |
| UK Singles (OCC)                                  | 21              |
| UK Rock & Chart (OCC)                             | 1               |
| US Hot Rock & Alternative Songs (Billboard)       | 25              |